# Rafael Fuentes Boettiger
Rafael Fuentes Boettiger foi um diplomata mexicano. Nasceu em  Veracruz. Fuentes Boettiger foi embaixador do México nos Países Baixos, embaixador extraordinário e plenipotenciário do México ena Itália; embaixador no Panamá e em Portugal. Foi diretor do protocolo da Secretaría de Relações Exteriores; secretário do embaixador mexicano no Brasil, secretário do Departamento do Distrito Federal, e conselheiro da Embaixada do México nos Estados Unidos, Equador e Uruguai.
Foi pai do escritor Carlos Fuentes.